# Георгиев, Борис Фёдорович
Бори́с Фёдорович Гео́ргиев (род. 17 декабря 1937) — советский легкоатлет, специалист по толканию ядра. Выступал на всесоюзном уровне в 1960-х годах, четырёхкратный бронзовый призёр чемпионатов СССР, победитель и призёр первенств всесоюзного значения. Представлял Ленинград, Вооружённые силы и физкультурно-спортивное общество «Динамо».

## Биография
Борис Георгиев родился 17 декабря 1937 года. Занимался лёгкой атлетикой в Ленинграде, выступал за Советскую Армию и физкультурно-спортивное общество «Динамо».
Первого серьёзного успеха на всесоюзном уровне добился в сезоне 1960 года, когда на чемпионате СССР в Москве с результатом 16,79 выиграл бронзовую медаль в зачёте толкания ядра.
В 1961 году на чемпионате СССР в Тбилиси толкнул ядро на 17,66 метра и вновь стал бронзовым призёром.
В мае 1964 года на всесоюзных соревнованиях в Леселидзе получил серебро и установил свой личный рекорд в толкании ядра на открытом стадионе — 18,80 метра.
В 1965 году взял бронзу на чемпионате СССР в Алма-Ате (18,25).
В 1966 году завоевал бронзовую награду на чемпионате СССР в Днепропетровске, показав результат 17,48 метра.